# 著作権協会国際連合
著作権協会国際連合（ちょさくけんきょうかいこくさいれんごう、フランス語: Confédération Internationale des Sociétés d´Auteurs et Compositeurs、英語: International Confederation of Societies of Authors and Composers）は、世界各国の著作権管理団体が参加する非営利、民間の国際組織。略称＝「CISAC」（シサック）。「国際著作権管理団体連盟」、「著作権作曲者協会国際連盟」、「著作者作曲家団体国際連合」と訳す場合もある。

## 概要
1926年にパリで開催された著作権仲介機関の会合で設立。現在111ヵ国と4地域の217団体が加盟し、世界の音楽、ドラマ、視聴覚著作物、文芸、グラフィックアートなど各分野の250万人以上の創作者の権利を代理している。
本部はパリ。支局がブダペスト、ブエノスアイレス、シンガポールにある。総会は、加盟国の持ち回りで２年に1度開かれることから、著作権オリンピックといわれることもある。
2003年、国際標準視聴覚番号（ISAN）規格を運用するために、GICOA、FIAPFとともに、ISAN-IA (ISAN International Agency、国際標準視聴覚資料番号機構、本部＝ジュネーヴ)を設立。
2006年9月、音楽や映像などの権利者団体やコンテンツビジネス企業などと協力して、私的録音録画補償金制度の維持・拡大を求める活動などを展開する連合組織「Culture First」を設立した。

## 日本との関わり

### 複数の団体が参加
日本からは1960年に日本音楽著作権協会がいち早く加盟し、1980年から理事団体となり、20人の理事会を構成している。1987年に日本脚本家連盟、1999年に日本美術著作権機構がそれぞれ加盟している。1984年に総会が東京で開催された。1999年には理事会が東京で開催された。

### 著作権問題を考える創作者団体協議会による戦時加算の解消要請
CISACにも加盟する日本音楽著作権協会、日本美術著作権機構、日本脚本家連盟など、著作権の保護期間の延長などを求める17団体からなる「著作権問題を考える創作者団体協議会」が開いた2007年1月24日の総会では、CISACに対して、戦時加算問題の解消を呼びかける書簡を送付することを決定した。

### 総会で日本の戦時加算解消に賛同する決議
2007年3月12日、「著作権問題を考える創作者団体協議会」が戦時加算の解消について支援を求める書簡をCISAC事務局長に送付。
6月1日にベルギーのブリュッセルで開催された著作権協会国際連合（CISAC）総会で、各国の加盟団体が会員に対して戦時加算の権利を行使しないよう働きかけることを要請する決議が、全会一致で採択された。決議は、戦時加算分の10年の倍にあたるプラス20年の著作権保護期間の延長される日本の法改正を前提に加算分の放棄を呼びかけるものとなった。
12月27日、事務局長エリック・バティストから、加盟団体が会員に日本における戦時加算の権利の不行使の働きかけを要請するCISAC総会の決議に関して、理解と支持を求める書簡が当時の政権与党、自民・公明各党、民主・共産・社民・国民新の野党各党の党首宛に送られた。

## 構成団体の国籍
ホンジュラス、ブラジル、コスタリカ、カナダ、キューバ、イギリス、イスラエル、フランス、グアテマラ、ギリシア、ウルグアイ、ラトビア、オーストリア、アルバニア、アメリカ、パラグアイ、ペルー、日本、アルゼンチン、アルメニア、エクアドル、ハンガリー、モルドバ、ベネズエラ、ブルキナファソ、コンゴ、ギニア、ドイツ、モロッコ、ニジェール、ノルウェー、ベリーズ、セネガル、ベナン、中央アフリカ、オランダ、マリ、コートジボワール、スウェーデン、トーゴ、香港、トリニダード・トバゴ、カメルーン、台湾、シンガポール、デンマーク、バルバドス、ガーナ、マラウィ、タンザニア、チリ、南アフリカ、スペイン、チェコ、メキシコ、エストニア、セントルシア、ブルガリア、フィリピン、クロアチア、アイルランド、インド、ジャマイカ、カザフスタン、インドネシア、フィンランド、韓国、キルギスタン、リトアニア、スロバキア、マレーシア、モーリシャス、中国、ケニア、ナイジェリア、タイ、トルコ、アゼルバイジャン、ネパール、ナミビア、ベラルーシ、ニカラグア、マダガスカル、アルジェリア、チュニジア、モンテネグロ、スイス、ロシア連邦、ルクセンブルク、エジプト、エルサルバドル、アンゴラ、南アフリカ、ジョージア、スリナム、コロンビア、スロベニア、アイルランド、ギニアビサウ、ドミニカ共和国、イタリア、ボリビア、ベルギー、セルビア、モザンビーク、ポルトガル、パナマ、ボスニア、アイスランド、ウクライナ、ルーマニア、バチカン市国、ウガンダ、ベトナム、ポーランド、ザンビア、マケドニア、ユーゴスラビア、ジンバブエ

## 注
1. 1 2  国際的に著作権保護活動が強まる見通しジェトロソウルセンター知財チームサイト
2. ↑  渡邊美佐年譜渡辺プロダクショングループサイト内
3. ↑  日本脚本家連盟とは？日本脚本家連盟サイト内
4. ↑  前掲・国際的に著作権保護活動が強まる見通し
5. ↑  CPRA NEWS online 2008年1月31日実演家著作隣接権センターサイト内
6. ↑  世界各国の著作権管理団体が構成する国際組織日本音楽著作権協会サイト内
7. ↑  創作者団体協議会の活動状況著作権問題を考える創作者団体協議会サイト内
8. ↑  保護期間延長の是非を問う議論がスタート、文化審議会小委INTERNET Watch　2007年6月26日
9. ↑  日本における戦時加算に関する決議著作権問題を考える創作者団体協議会サイト内・PDFファイル]
10. ↑  事務局長エリック・バティストによる各党宛書簡　日本語訳　著作権問題を考える創作者団体協議会サイト内・PDFファイル]